# Plattville
Plattville – wieś w Stanach Zjednoczonych, w stanie Illinois, w hrabstwie Kendall.